# Ngãi Xuyên
Ngãi Xuyên là một xã cũ thuộc huyện Trà Cú, tỉnh Trà Vinh, Việt Nam.

## Địa lý
Xã Ngãi Xuyên nằm ở trung tâm huyện Trà Cú, có vị trí địa lý:
- Phía đông giáp xã Tân Hiệp
- Phía tây giáp xã Lưu Nghiệp Anh
- Phía nam giáp thị trấn Trà Cú và xã Thanh Sơn
- Phía bắc giáp xã Tập Sơn.

Xã Ngãi Xuyên có diện tích 20,12 km², dân số năm 2019 là 11.814 người, mật độ dân số đạt 587 người/km².

## Hành chính
Xã Ngãi Xuyên được chia thành 7 ấp: Cầu Hanh, Giồng Tranh, Vàm Buôn, Xa Xi, Xoài Thum, Xoài Xiêm, Xóm Chòi.

## Lịch sử
Sau năm 1975, Ngãi Xuyên là một xã thuộc huyện Trà Cú.
Ngày 15 tháng 9 năm 1981, Hội đồng Bộ trưởng Quyết định 69-HĐBT về việc chia xã Ngãi Xuyên thành hai xã là xã Ngãi Xuyên và xã Thạnh Sơn.
Ngày 29 tháng 8 năm 1994, Chính phủ ban hành Nghị định 99-CP về việc thành lập thị trấn Trà Cú được thành lập trên cơ sở tách một phần dân số và diện tích của xã Ngãi Xuyên.